# Rhodostrophia sanguinea
Rhodostrophia sanguinea är en fjärilsart som beskrevs av Thierry-mieg 1889. Rhodostrophia sanguinea ingår i släktet Rhodostrophia och familjen mätare. Inga underarter finns listade.